# Cảnh Kế Mậu
Cảnh Kế Mậu (tiếng Trung: 耿繼茂; bính âm: Gěng Jìmào; ? – 1671) là con của hàng tướng nhà Minh đầu thời Thanh Cảnh Trọng Minh và là cha của Cảnh Tinh Trung. Ông là Tĩnh Nam vương đời thứ hai cai quản tỉnh Phúc Kiến, một trong ba phiên trấn đầu thời Thanh. 

## Tiểu sử
Năm Thuận Trị thứ 6 (1649), cha của ông là Cảnh Trọng Minh, bị triều đình nhà Thanh kết tội dung túng cho thuộc cấp che giấu một kẻ nô bộc chạy trốn, do sợ tội nên tự sát. Vào thời điểm phụ thân tự sát, Cảnh Kế Mậu đang nắm quyền chỉ huy một đạo quân Thanh tiếp tục tiến đánh lực lượng còn sót lại của nhà Nam Minh.
Năm Thuận Trị thứ 7 (1650), Cảnh Kế Mậu cùng Bình Nam vương Thượng Khả Hỉ hợp lực đánh chiếm thành Quảng Châu, do hao binh tổn tướng trong quá trình công thành nên sau trận vây hãm này, cả hai người bèn ra lệnh cho quân sĩ tàn sát dân chúng toàn thành gây nên biến cố "Thảm sát Quảng Châu".
Năm Thuận Trị thứ 8 (1651), Cảnh Kế Mậu chính thức kế thừa tước vị Tĩnh Nam vương (靖南王) của cha mình. Tháng 7 năm Thuận Trị thứ 11 (1660), triều đình nhà Thanh cho chuyển ông đến trấn thủ Phúc Kiến.
Năm Khang Hi thứ 10 (1671), Cảnh Kế Mậu qua đời ở Phúc Kiến, thụy hiệu Trung Mẫn (忠敏), con là Cảnh Tinh Trung kế thừa vương vị.  

## Hôn sự
Tước vị "Hòa Thạc Ngạch Phụ" (和碩額駙) được ban cho chồng của các công chúa nhà Thanh. Cảnh Trọng Minh, vốn là một kỳ chủ người Hán, được phong làm Tĩnh Nam Vương, và con trai của ông là Cảnh Kế Mậu đã cố gắng đưa cả hai người con là Cảnh Tinh Trung (耿精忠) và Cảnh Chiêu Trung (耿昭忠) vào triều làm thị vệ dưới thời Thuận Trị đế và kết hôn với phụ nữ dòng họ Ái Tân Giác La, cùng với cháu gái của Thân vương A Ba Thái lấy Cảnh Chiêu Trung và con gái của Hào Cách (con Hoàng Thái Cực) lấy Cảnh Tinh Trung.
Con gái của An Thân vương Nhạc Lạc là Hòa Thạch Nhu Gia Công chúa (和硕柔嘉公主) được gả cho Cảnh Tụ Trung (耿聚忠), một người con khác của Cảnh Kế Mậu.